# Giovanni Guido Cerri
Giovanni Guido Cerri (Milão, 9 de outubro de 1953) é um médico brasileiro. Foi secretário de Estado da Saúde de São Paulo entre 4 de janeiro de 2011 e 14 de agosto de 2013.
Cerri é um ítalo-brasileiro, especializado em radiologia; possui doutorado e livre docência pela Faculdade de Medicina da Universidade de São Paulo. É professor titular da instituição, da qual exerceu o cargo de diretor por duas oportunidades.
Foi eleito membro da Academia Nacional de Medicina em 2017.